# Sisyropa melaleuca
Sisyropa melaleuca là một loài ruồi trong họ Tachinidae.